# Pozytywizm prawniczy
Pozytywizm prawniczy – nurt w XIX i XX-wiecznej filozofii prawa, przeciwstawiany prawu natury. Jego najsłynniejszymi przedstawicielami byli: John Austin, Rudolf von Ihering, Georg Jellinek, Herbert Hart.
Pozytywizm prawniczy w połączeniu z marksizmem stał się podstawą urzędowej teorii prawa, która była dominującą doktryną prawną w krajach komunistycznych.

## Założenia
Do podstawowych założeń pozytywizmu należą następujące:
- pojęcie prawa sprowadza się do normy (reguły),
- nie ma koniecznego związku między prawem i moralnością, tzw. teza o rozdziale[2]
- prawo obowiązuje jedynie na określonym terenie w określonym czasie, jest ustanowione przez uznawany autorytet (państwo).

Termin „pozytywizm prawniczy” może występować w prawoznawstwie (iurisprudencia) w dwóch podstawowych znaczeniach:
- Może oznaczać pewien typ poglądów na prawo, a zwłaszcza sposób rozumowania prawa i uzasadniania obowiązku dawania prawa posługi lub określony sposób nauczania prawa.
- Pozytywizm prawniczy jako określony kierunek w prawoznawstwie. To kierunek historyczny dominujący w 2 poł. XIX w. i na początku XX w., istniejący w skrajnej postaci normatywizmu, którego twórcą był Hans Kelsen.

Jednakże kierunek prawniczy w ujęciu drugiego znaczenia nigdy nie ukształtował się w postaci jednolitej doktryny. Rozwinął się raczej w dwóch wersjach:
- anglosaskiej – John Austin, Herbert Hart
- kontynentalnej (mocno zróżnicowanej) – Rudolf Jhering.

## Główne nurty pozytywizmu prawniczego

### Pozytywizm prawniczy wedługJohna Austina
Austin reprezentował pogląd, który niekiedy nazywany był pierwotnym pozytywizmem prawniczym. Według niego prawo pozytywne jest rozkazem pochodzącym od suwerena i „obliguje generalnie do działania lub powstrzymania się od całej klasy zachowań”, a społeczeństwo jest temu suwerenowi podporządkowane. Gwarancją wykonywania tego prawa jest sankcja, która jest w teorii pozytywistycznej elementem koniecznym prawa. Ta odmiana pozytywizmu bezwzględnie wykluczała jakikolwiek związek pomiędzy prawem stanowionym a normami moralnymi.

### Pozytywizm prawniczy wedługHerberta Harta
W odróżnieniu od Austina, Herbert Hart stał na stanowisku o wiele mniej rygorystycznym jeżeli chodzi o rozdział norm moralnych i prawa stanowionego, zwanym niekiedy wyrafinowanym pozytywizmem prawniczym. Swoje twierdzenia przedstawił w pracy The Concept of Law. Uważał, że z racji faktu, że suweren kontaktuje się ze swymi poddanymi za pomocą języka wynika, że prawo nie jest tylko nakazem wymuszonym przez sankcję. Gdyby tak było, to posłuszeństwo obywateli wobec prawa nie różniło by się od posłuszeństwa wobec bandyty, który grozi komuś rewolwerem przystawionym do głowy (paradoks bandyty). Aby zatem obywatel zrozumiał i szanował regułę prawną, musi zająć wobec niej postawę „krytyczno-refleksyjną” patrząc na nią z „wewnętrznego punktu widzenia” i dopiero wtedy uznać ją.
Hart sformułował również teorię „minimum prawa natury” podnosząc, że pomimo że prawo nie musi koniecznie odwoływać się do norm moralności czy sprawiedliwości, to musi jednak zawierać w sobie pewne podstawowe zasady wynikające z norm moralnych, takie jak np. równość czy normy chroniące ofiary przestępstw.

## Prawo a moralność
Pozytywiści uznawali, że zespół norm moralnych jest systemem normatywnym, który jest odrębny od prawa pozytywnego. Przejawem tego stanowiska jest twierdzenie, że obowiązywanie norm prawnych jest niezależne od tego, czy realizują one jakieś wartości moralne, bądź czy są zgodne z jakimiś normami moralnymi, czy też nie. Ten pogląd dotyczący obowiązywania prawa i niezależności obowiązywania norm prawnych od norm moralnych nazywany jest niezależnością walidacyjną prawa. Przyjęcie poglądu pozytywistycznego prowadzi do uznania, że prawo powinno być moralnie słuszne, ale może też być moralnie odrażające. Ocena moralna prawa nie ma wpływu na jego obowiązywanie. W pozytywistycznych koncepcjach prawa nie neguje się istnienia prawnych związków pomiędzy prawem a moralnością, nie ma natomiast związków walidacyjnych – jest pewna niezależność walidacyjna. Dla pozytywistów moralna ocena prawa nie jest zadaniem nauk prawa. Prawoznawstwo według pozytywistów może formułować jedynie twierdzenia o zgodności lub niezgodności norm prawnych z ocenami moralnymi. Nauki prawne winny być wolne od wartościowania.

## Krytyka
Do krytyków pozytywizmu prawniczego zaliczają się Ronald Dworkin oraz Gustav Radbruch, który uważał go za jeden z filarów, które umożliwiły stworzenie totalitarnych przepisów prawa narodowego socjalizmu.